# Municipio de Clover (condado de Mahnomen)
El municipio de Clover (en inglés: Clover Township) es un municipio ubicado en el condado de Mahnomen en el estado estadounidense de Minnesota. En el año 2010 tenía una población de 121 habitantes y una densidad poblacional de 1,31 personas por km².

## Geografía
El municipio de Clover se encuentra ubicado en las coordenadas 47°21′46″N 95°35′25″O / 47.36278, -95.59028. Según la Oficina del Censo de los Estados Unidos, el municipio tiene una superficie total de 92.41 km², de la cual 90,33 km² corresponden a tierra firme y (2,25 %) 2,08 km² es agua.

## Demografía
Según el censo de 2010, había 121 personas residiendo en el municipio de Clover. La densidad de población era de 1,31 hab./km². De los 121 habitantes, el municipio de Clover estaba compuesto por el 23,97 % blancos, el 0,83 % eran afroamericanos, el 66,94 % eran amerindios y el 8,26 % eran de una mezcla de razas. Del total de la población el 1,65 % eran hispanos o latinos de cualquier raza.